# Short Type 320
Short Type 320, còn gọi là Short Admiralty Type 320, là một loại máy bay ném bom ngư lôi/trinh sát của Anh trong thập niên 1910.

## Quốc gia sử dụng
Nhật Bản
- Hải quân Đế quốc Nhật Bản

 Anh Quốc
- Không quân Hoàng gia[2]
- Cục Không quân Hải quân Hoàng gia

## Tính năng kỹ chiến thuật
Dữ liệu lấy từ The Short Seaplanes 
Đặc điểm tổng quát
- Kíp lái: 2
- Chiều dài: 45 ft 9 in (13.95 m)
- Sải cánh: 75 ft 0 in (22.86 m)
- Chiều cao: 17 ft 6 in (5.34 m)
- Diện tích cánh: 810 ft2 (75.3 m2)
- Trọng lượng rỗng: 4.933 lb (2.242 kg)
- Trọng lượng có tải: 7.014 lb (3.188 kg)
- Động cơ: 1 × Sunbeam Cossack kiểu động cơ piston 12 xy-lanh làm mát bằng nước, 320 hp (240 kW)

Hiệu suất bay
- Vận tốc cực đại: 72,5 mph (117 km/h)
- Thời gian bay: 6[4] giờ
- Trần bay: 3.000 ft (915 m)

Vũ khí trang bị
- 1 × ngư lôi 1.000lb (450 kg) hoặc
- 2 × quả bom 230 lb
- 1 súng máy